# That's It!
That's It! — студійний альбом американського джазового саксофоніста Букера Ервіна, випущений у 1961 році лейблом Candid.

## Опис
Букер Ервін, який завжди мав дуже незвичне звучання тенор-саксофона, тут грає в складі власного квартету з піаністом Горасом Парланом, басистом Джорджем Такером і ударником Елом Гейрвудом. Практично у всіх випадках, джазові і блюзові музиканти, які записувалися на Candid у 1960—61 (у період свого недовгого існування) були натхненні і грали креативніше, ніж на інших лейблах. Окрім «Poinciana» і «Speak Low», квартет Ервіна виконує чотири оригінальні композиції соліста; найбільш відома з них «Booker's Blues».

## Список композицій
1. «Mojo» (Букер Ервін) — 7:50
2. «Uranus» (Букер Ервін) — 4:27
3. «Poinciana» (Бадді Берньє, Нет Саймон) — 7:57
4. «Speak Low» (Огден Неш, Курт Вайль) — 7:03
5. «Booker's Blues» (Букер Ервін) — 10:52
6. «Boo» (Букер Ервін) — 4:28

## Учасники запису
- Букер Ервін — тенор-саксофон
- Фелікс Крулл [Горас Парлан] — фортепіано
- Джордж Такер — контрабас
- Ел Гейрвуд — ударні

Технічний персонал
- Нет Гентофф — продюсер
- Боб д'Орлінс — інженер
- Френк Гауна — фотографія